# Ambasada Urugwaju w Polsce
Ambasada Urugwaju w Polsce, Ambasada Wschodniej Republiki Urugwaju (hiszp. Embajada del Uruguay en Polonia) – była urugwajska placówka dyplomatyczna znajdująca się w Warszawie przy ul. Rejtana 15.

## Siedziba
Stosunki dyplomatyczne Polska nawiązała z Urugwajem w 1920. Pierwszy poseł został akredytowany w Polsce w 1923 z siedzibą w Wiedniu w hotelu Krantz przy Neuer Markt 5/Kärntner Straße 22 (1925-1928), następnie w pałacu Hoyos przy Rennweg 3 (1932), obecnie siedziba Ambasady Chorwacji. W Warszawie w 1935 kraj ten otworzył poselstwo w kamienicy Branickich przy ul. Smolnej 38, które „powróciło” z siedzibą do Pragi, w domu U Verdugů przy ul. Pod Bruskou 147/3 (1937–1939).
Po II wojnie światowej stosunki dyplomatyczne reaktywowano w 1946, w 1960 Urugwaj otworzył konsulat w Gdyni, który w 1964 został przeniesiony do Warszawy i podniesiony do rangi konsulatu generalnego, w 1965 przekształcony w ambasadę. W latach 1965–1978 konsulat generalny/ambasada mieściły się w kamienicy Połtarzewskiego przy ul. Krakowskie Przedmieście 14, następnie przy ul. Rejtana 15 (1979-2012), ul. Wiśniowej 40b (2012–2016) i ponownie przy ul. Rejtana 15 (2016–2021).
W komunikacie opublikowanym 12 listopada 2020 w serwisie Facebook Ambasada Urugwaju poinformowała, że ze względu na zmianę założeń budżetowych w wyniku pandemii COVID-19, placówka została przeznaczona do likwidacji od stycznia 2021. Wcześniej takie doniesienia pojawiły się w mediach urugwajskich. 
Obecnie najbliższym przedstawicielstwem Urugwaju jest ambasada z siedzibą w Berlinie przy Budapester Straße 39 (2021-).  

## Galeria

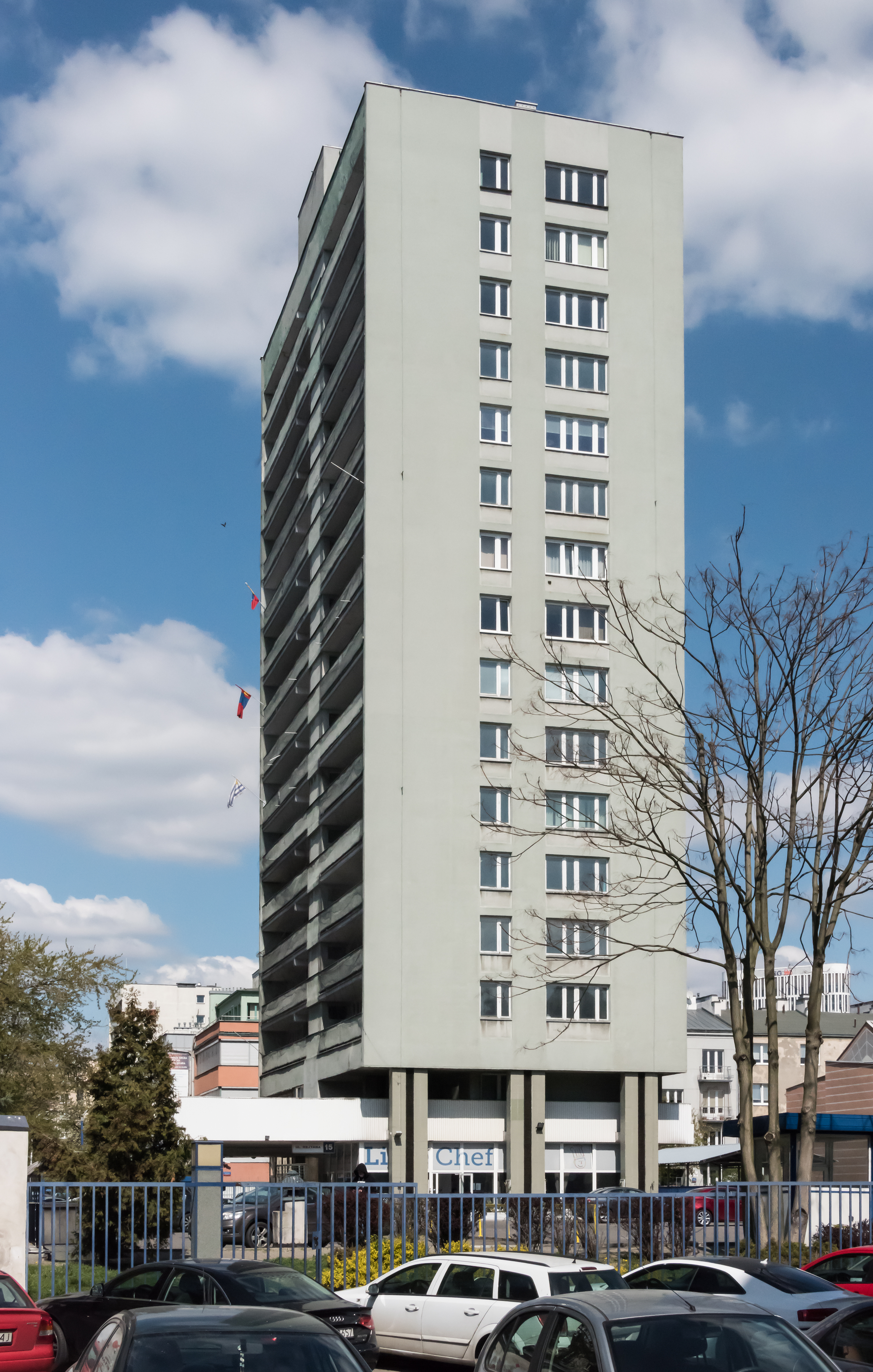
Dawna siedziba Ambasady Urugwaju przy ul. Rejtana 15 (1979-2012, 2016–2021)
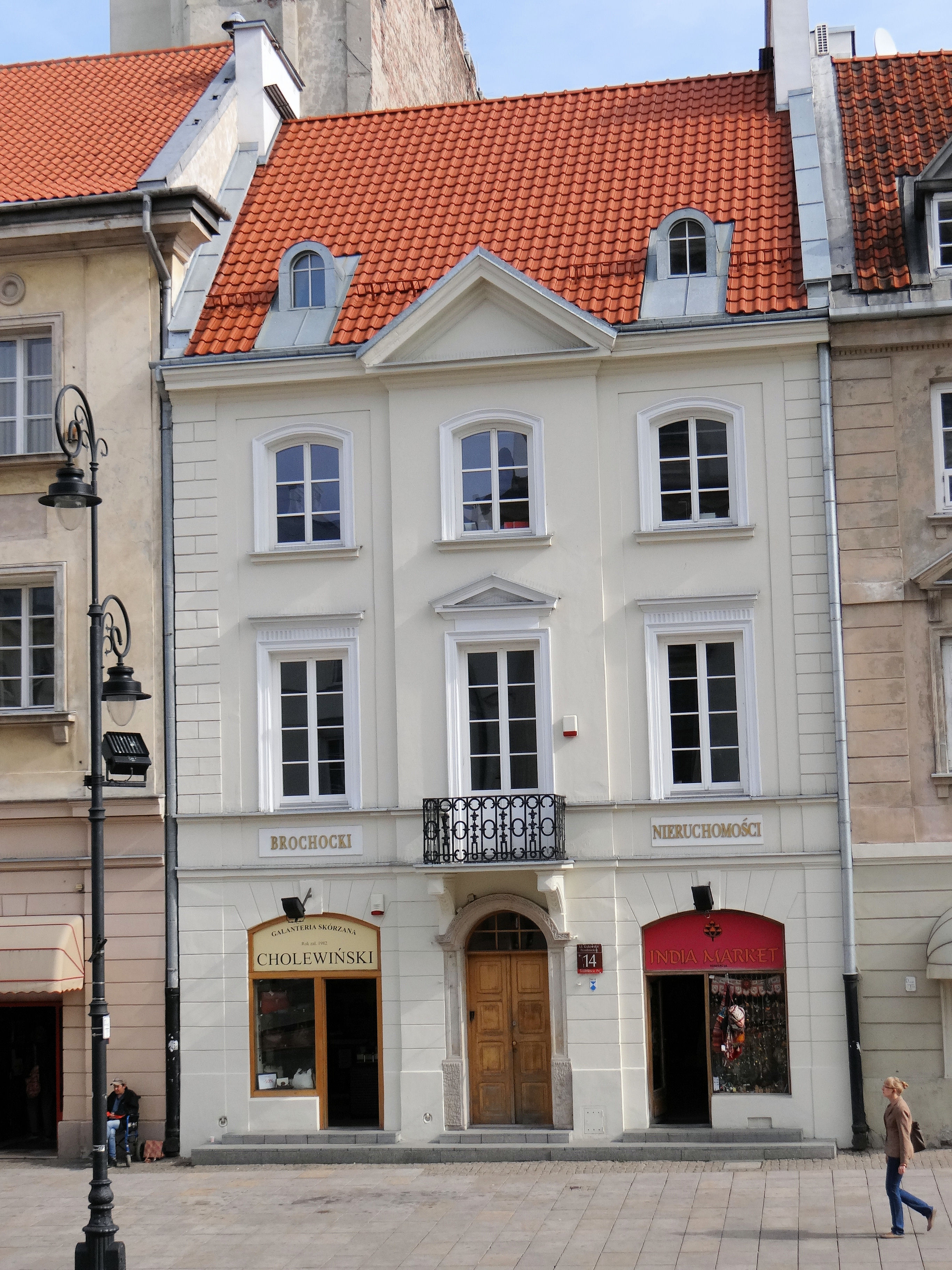
Dawna siedziba Ambasady Urugwaju przy ul. Krakowskie Przedmieście (1971)
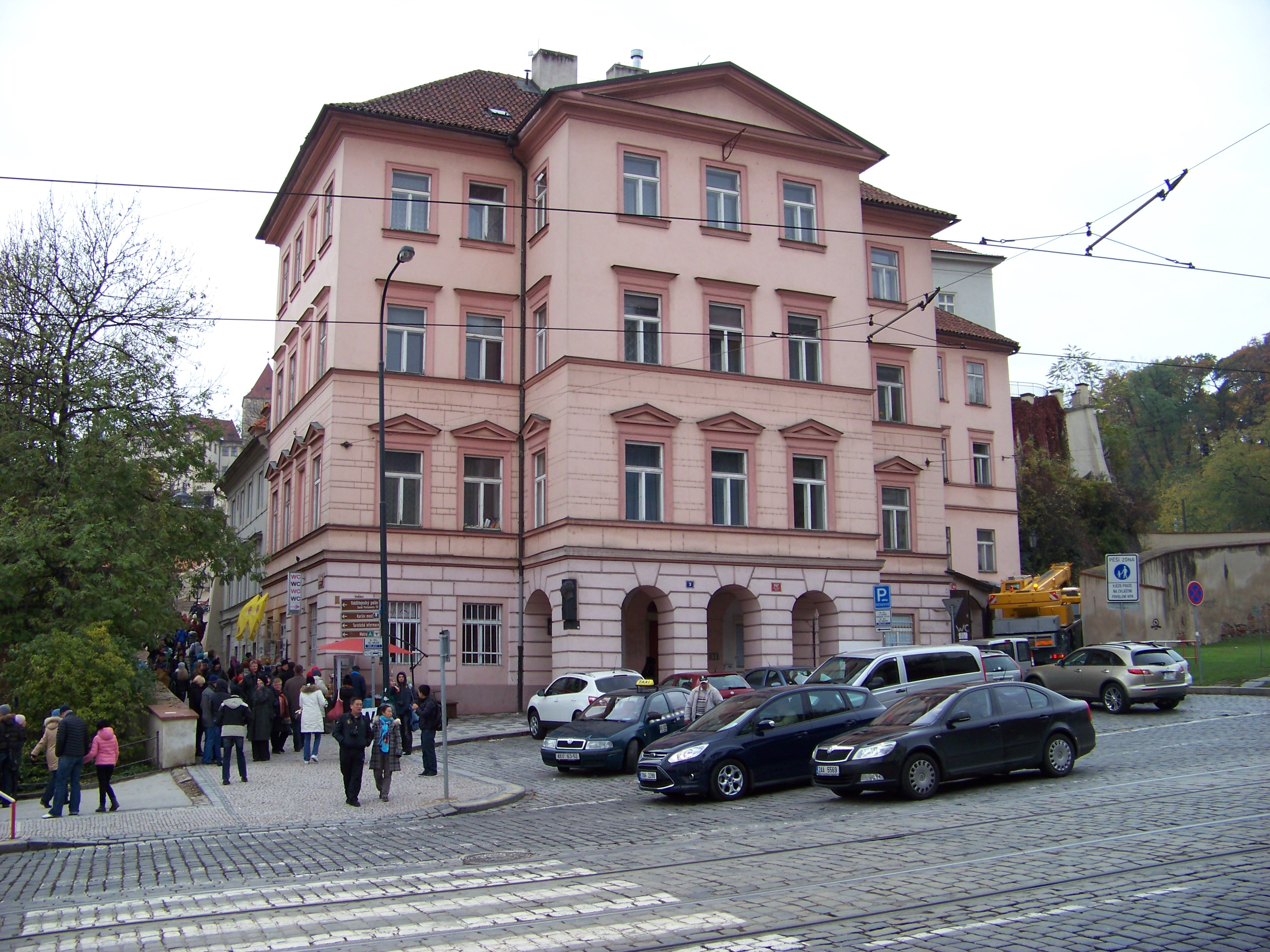
Dawna siedziba Poselstwa Urugwaju w Pradze przy ul. Pod Bruskou (1937-1939)
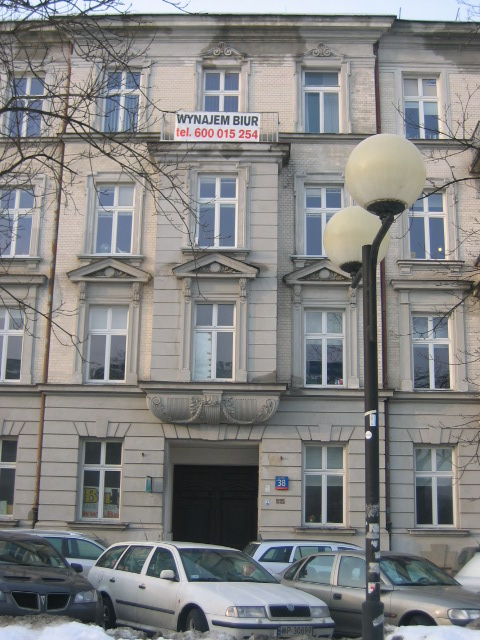
Dawna siedziba Poselstwa Urugwaju przy ul. Smolnej (1935)
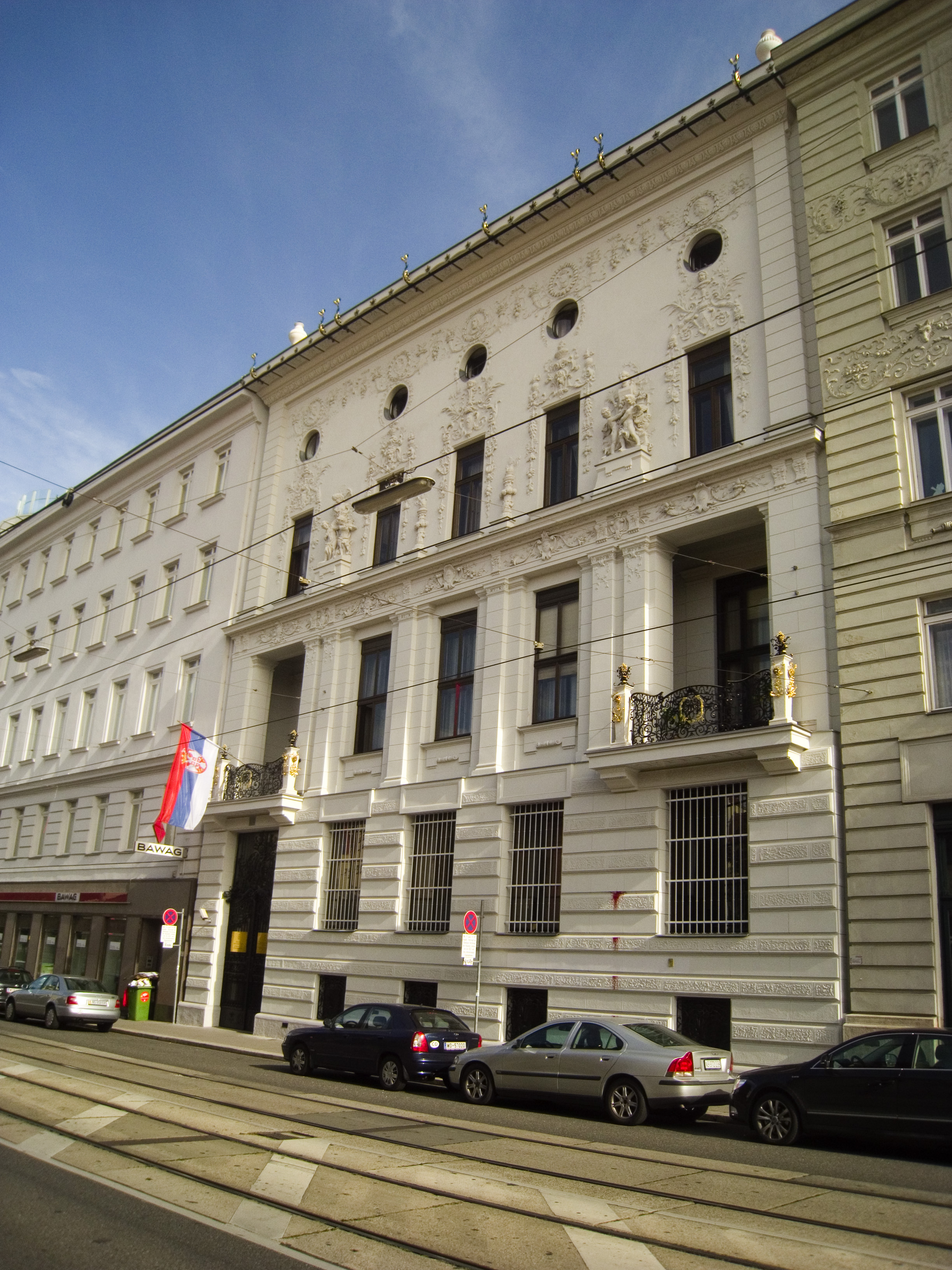
Dawna siedziba Poselstwa Urugwaju w Wiedniu przy Rennweg (1932)
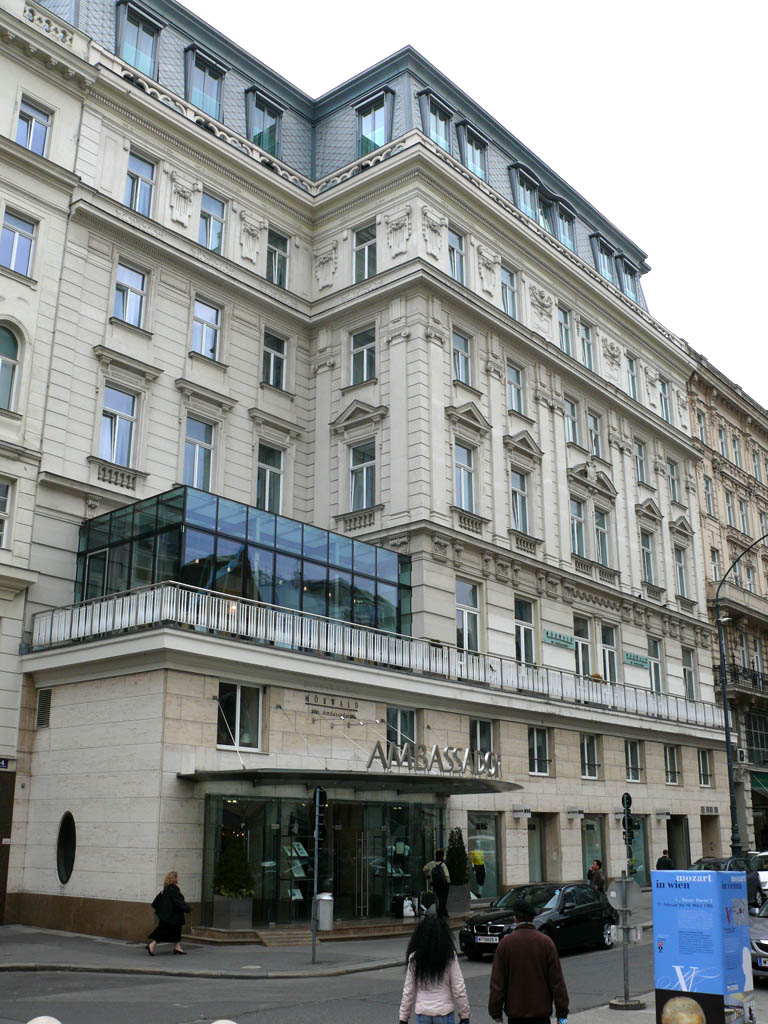
b. Hotel Krantz (obecnie Hotel Ambassador), b. siedziba Ambasady Urugwaju w Wiedniu, akredytowanej również w Warszawie (1928)